# Robert Lepage
Robert Lepage (Quebec, 12 de dezembro de 1957) é um ator, roteirista e cineasta canadense.

## Biografia
Lepage foi criado na cidade de Quebec. Filho de Fernand, um taxista e Germaine Lepage, dona-de-casa. Aos cinco anos, ele foi diagnosticado com uma forma rara de alopécia, que causou-lhe a perda total de pelos sobre todo o seu corpo. Na adolescência, lutou com a depressão, e frequentou aulas de teatro para vencer sua timidez.
Entre 1975 e 1978, estudou teatro no Québec City's Conservatoire d'Art Dramatique. Em seguida, participou de workshops realizados em Paris, França.
Depois de voltar para a cidade de Québec, escreveu, dirigiu e atuou em algumas produções independentes e se juntou a Théâtre Repère em 1982. Com esta companhia, criou Circulations (1984), que foi apresentado no Canadá e ganhou um prêmio como a melhor produção canadense durante a La Quinzaine Internationale de Théâtre de Québec. Em 1983, criou a The Dragons' Trilogy e logo recebeu o reconhecimento internacional. Vinci (1986), Polygraphe (1987-1990) e Tectonic Plates (1988-1990) vieram e também se transformaram em turnê mundial.
Entre 1989 e 1993, Lepage foi o diretor artístico da National Arts Centre de Ottawa, e continuou atuando em peças de teatro. Suas produções de Needles and Opium, Coriolanus, Macbeth, The Tempest e A Midsummer Night's Dream foram todas criadas naquele período.
Em 1994, Lepage fundou a Ex Machina, uma companhia de produção multidisciplinar, da qual é diretor artístico. Com a nova companhia, Lepage realizou várias turnês internacionais para a aclamação da crítica e público, sendo as mais destacadas The Seven Streams of the River Ota (1994) e Elsinore (1995). Ainda em 1994, Lepage foi convidado para dirigir O sonho, obra de August Strindberg no Royal Dramatic Theatre em Estocolmo, na Suécia. Ele estreou no outono de 1994 na direção e atuou na primavera de 1995, em Glasgow, Escócia. Geometry of Miracles (1998) e The Far Side of the Moon (em francês: La Face cachée de la lune, 2000), um show solo no qual ele justapõe a concorrência da Guerra Fria entre os norte-americanos e os soviéticos na corrida espacial com a história de dois irmãos Québécois - um hetero, outro gay - e suas relações de concorrência após a morte de sua mãe. O show ganhou inúmeros prêmios, incluindo quatro troféus no Le Gala des Masques, um Time Out Award e o prestigiado Evening Standard Award. The Far Side of the Moon foi adaptado para o cinema por Lepage, que faz o papel de ambos os irmãos, em um filme homônimo de 2003.
Lepage dirigiu outros quatro filmes: Le Confessionnal (1995), Le Polygraphe (1997), Nô (1998), Possible Worlds (2000), e atuou em filmes de outros diretores, especialmente Jésus de Montréal (1989) e Stardom ( 2001) de Denys Arcand. 
Ele também esteve envolvido em produções musicais, sendo o diretor de palco do aclamado Secret World Tour de Peter Gabriel em 1993 e 1994, e da turnê subsequente Growing Up, em 2003 e 2004. Ele provou ser talentoso tanto na ópera como no teatro, encenando O Castelo do Barba-Azul e Erwartung no Canadian Opera Company, A Danação de Fausto no Japão e em Paris, e Nineteen Eighty-Four de Lorin Maazel no Royal Opera House, Covent Garden, em Londres, em 2005. Por fim, o Cirque du Soleil lhe pediu para criar o show permanente Ká, apresentado no MGM Grand, Las Vegas em 2005.
The Andersen Project, sua última peça solo inspirada na vida e obra do escritor dinamarquês Hans Christian Andersen e seu conto The Dryad, está programada para ter uma vida longa e próspera, semelhante a The Far Side of the Moon, que recebeu muitos prêmios internacionais e, depois de ser apresentada pelo próprio Lepage em mais de dez países, é atualmente estrelada por Yves Jacques, que fez o mesmo no passado com The Far Side of the Moon.
Lipsynch, sua obra mais longa, estreou em sua primeira versão no Northern Stage, em Newcastle upon Tyne em fevereiro de 2007 em uma versão de 5 horas, agora é apresentada em 9 horas. Ele também organizou The Rake's Progress de Ígor Stravinski, que foi apresentada na Opéra de la Monnaie em Bruxelas, em abril de 2007 e na War Memorial Opera House de São Francisco, Califórnia, em novembro de 2007.
Em 2008, Lepage participou do The Image Mill, em comemoração aos 400 anos de Quebec. Durante quarenta noites, moradores e visitantes poderiam ver a maior projeção arquitetônica ao ar livre já feita. Em quarenta minutos, Robert Lepage e sua companhia, Ex Machina, comemoraram quatro séculos de desenvolvimento humano e material exatamente onde o rio limita-se, nas margens do Bassin Louise, utilizando uma enorme quantidade de imagens e filmes sobre os silos de grãos do Porto de Quebec. 

## Honras
Em 1994, foi nomeado Officer da Ordem do Canadá por "seu trabalho particularmente imaginativo e inovador".  Em 1999, foi nomeado Officer da National Order of Quebec. Em 2001, recebeu uma estrela na Calçada da Fama do Canadá.  Ele foi promovido a Companion da Ordem do Canadá, em 2009 "por suas contribuições internacionais para as artes cênicas, em particular no cinema, teatro e ópera, como ator, produtor e diretor ".
Em 29 de abril de 2007, Lepage foi premiado com o Europe Theatre Prize concedido pela Comissão Europeia. As honras eram para ser compartilhadas entre Lepage e o diretor de teatro alemão Peter Zadek, mas Zadek não apareceu e não foi agraciado com o prêmio.

## Filmografia
| - 1989: Jésus de Montréal - 1990: Ding et Dong le film - 1991: Montréal vu par... (segment "Desperanto") - 1992: Tectonic Plates - 1994: Bad Blood (aka Viper) - 2000: Stardom - 2003: Far Side of the Moon - 2004: L'Audition - 2006: No-Vacancy - 2006: Dans les villes - 2007: La belle empoisonneuse - 2011: Mars et Avril (pós-produção) | - 1992: Tectonic Plates - 1995: Le Confessional - 1997: Le Polygraphe - 1998: Nô - 2000: Possible Worlds - 2003: Far Side of the Moon | - 1995: Le Confessional - 1997: Le Polygraphe - 1998: Nô - 2000: Possible Worlds - 2003: Far Side of the Moon |